# Nell Sigland
Nell Sigland (rođena 13. studenog) norveška je heavy metal glazbenica. Suosnivačica je sastava The Crest. Dana 3. lipnja 2004. priključila se norveškom gothic metal-sastavu Theatre of Tragedy,  mijenjajući Liv Kristine.

## Diskografija

### S The Crest
- Straightjacket Singalongs – Demo (1998.)
- Childhood's End / Thorn – Demo (1999.)
- Thunderfuel – Demo (1999.)
- Dark Rock Armada – Demo (2000.)
- Letters From Fire (2002.)
- Vain City Chronicles (2005.)

### S Theatre of Tragedy
- Storm (2006.)

#### Singlovi
- "Storm" (2006.)

#### Gostujući nastupi
- Gothminister – Gothic Anthems (2003.) – Vokal u pjesmi "Wish".
- Gothminister – Happiness In Darkness (2008.) – Vokal u pjesmi "Your Saviour", "The Allmighty" i "Emperor".
- Dark Tranquillity – Fiction (2007.) – Vokal u pjesmi "The Mundane and the Magic".
- Dark Tranquillity - Where Death Is Most Alive DVD (2009) - Vokal u pjesmi "Insanity's Crescendo" i "The Mundane and the Magic"

## Vanjske poveznice
- theatreoftregedy.com